# Ben Lomond, New South Wales
Ben Lomond là một đô thị thuộc New England, New South Wales, Úc.
Làng nằm cách New England Highway 6 khoảng 6 km giữa Armidale và Glen Innes. Nó được đặt tại khu vực chính quyền địa phương Guyra Shire cho đến khi hội đồng đó được hợp nhất vào Hội đồng khu vực Armidale vào ngày 12 tháng 5 năm 2016, với các khu vực của quận xung quanh Glen Innes Severn Shire và Inverell Shire. Chủ yếu là vùng nuôi, với phần lớn cư dân tham gia chăn nuôi cừu, gia súc và ngũ cốc.
Làng Ben Lomond ở độ cao 1.370 m, làm cho ngôi làng cao nhất ở phía bắc New South Wales. Như vậy, mặc dù nó chỉ nằm cách biên giới Queensland một vài giờ lái xe, nó thường xuyên bị ngã tuyết vào mùa đông. Nhìn ra ngôi làng là những ngọn núi được gọi là "Hai anh em", có độ cao 1.488 mét.

## Lịch sử
Tên gọi Ben Lomond xuất phát từ Ben Lomond ở Scotland.
Năm 1848, Manooan có diện tích 17.000 mẫu Anh (69 km2) có dãy núi Ben Lomond là biên giới phía nam. Vào những năm 1860, có một nhà ga tên là Ben Lomond đã bị Thuyền trưởng Thunderbolt cướp đoạt. Đồi leo chậm và gỗ trên dãy Ben Lomond đã chứng tỏ là nơi lý tưởng cho việc trộm cắp của các huấn luyện viên và khách du lịch.
Phần Bản mẫu:NSWcity đến Bản mẫu:NSWcity của tuyến đường rat Main North, bao gồm cả Ben Lomond, mở cửa ngày 19 tháng 8 năm 1884. At 1.363 mét (4.472 ft), Ben Lomond railway station was the highest railway station in New South Wales until the Skitube opened in 1987. Nhà ga Ben Lomond đóng cửa ngày 10 tháng 12 năm 1985, sau đó là phần Dumaresq-Glen Innes đóng cửa vào ngày 3 tháng 10 năm 1993.